# 吉爾貝托·阿古斯托尼
吉爾貝托·阿古斯托尼（Gilberto Agustoni；1922年7月26日—2017年1月13日），是瑞士籍天主教司鐸級樞機。也是聖座最高法院榮休院長。

## 生平
吉爾貝托生於1922年7月26日瑞士沙夫豪森州東南部的一座城市沙夫豪森。有四個兄弟和一個姐姐，他的兩個兄弟都是神父。他曾就讀於在盧加諾的神學院。後來把他送到，在羅馬宗座聖多瑪斯大學和宗座拉特蘭大學，在那裡他獲得了神學和法學。他於1946年4月20日，在巴塞爾教區晉鐸。
1987年1月6日晉牧，並任命為聖座聖職部秘書長，領銜卡普魯萊教區主教。1992年，任為聖座最高法院法官。1994年11月26日，被時任教宗若望·保祿二世任命為執事級樞機及聖座最高法院院長。
直到1998年10月5日榮休，及由Zenon Grocholewski接替成為聖座最高法院院長。2005年2月24日，被任為司鐸級樞機，聖烏爾巴諾聖老楞佐領銜堂區司鐸。